# 촉루 (야구)
야구에서 촉루(觸壘) 또는 베이스 터치(영어: base touch)는 선수가 누에 접촉하는 것으로, 다음과 같은 상황을 뜻한다.
주자가 홈 또는 각 누(壘)에 신체 일부가 닿는 것을 의미한다. 이때 주자는 신체의 어느 부위로 하든, 누의 어느 부분을 접촉하든 촉루로 인정된다. 누를 점거하는 것이 아닌 경유하는 경우 누를 한 번만 접촉하는 것으로 끝난다. 예를 들어, 주자가 1루에서 3루로 달릴 때 2루를 밟고 지나가는 것만으로 촉루가 인정된다. 
또한 포스 플레이 상황에서 수비수가 주자보다 누를 먼저 접촉하는 것도 촉루에 해당된다. 예를 들면 주자가 1루에 있는 상황에서 타자의 타격이 일어났을 때 공을 가지고 있는 유격수가 1루에서 2루로 진루하는 주자보다 먼저 2루에 접촉하는 경우 촉루에 해당된다.

## 참고 자료
- 조해연의 우리말 야구용어 풀이 - 베이스 터치